# 은진군
| Daedongyeojido (Gyujanggak) 16-04.jpg |  |
|                                       |  |

은진군(恩津郡) 또는 은진현(恩津縣)은 현재의 충청남도 논산시 일대를 포함한 조선의 현으로, 강경읍과 논산읍이 속하여 있어서 조선후기에 공주목에서 공주를 제외하고 가장 많은 인구가 거주했던 지역이다. 오늘날의 논산시 중부 지역의 전신이다.

## 역사
1418년 태종때에 덕은현을 지역의 사람들의 요청에 따라 은진이라고 고쳐 불렀다. 세종실록과 여지도에 따르면 15세기 5백 6호에 인구가 1천 717명이었으나, 18세기에는 4천 811호에 1만 7,920명으로 증가하였다.
은진은  공주목 안에서도 공주 다음으로 큰 인구 규모와 경제적 위치를 가지고 있었다.
19세기 은진현 강경은 포구에 가까운 대도회(大都會)로 인식되었으며, 전국 15대 장시로 성장했다. 임원경제지 에 의하면 은진 강경장은 충청도 다른 지역에 비해 쌀, 콩, 어류, 소금을 비롯 면포, 철물, 담배에 이르기까지 다양한 종류의 물품이 거래되고 있었다.
이외에도 은진현은 세조때 좌의정(左議政) 정창손(鄭昌遜)을 비롯한 권력자의 농장이 있었고, 조선후기에도 충훈부를 비롯하여 권력아문과 궁방 소유의 토지가 있었다.
1895년 23부제 시행으로 전국의 현이 군으로 통일되어 은진군이 되었으며, 1914년 노성군, 연산군, 석성군 일부와 함께 논산군으로 통합되었으며, 1917년 대조곡면이 은진면으로 개칭된 이후 은진면이 그 이름에 남아 있다.

## 경제
은진현은 은진과 강경포의 시장세의 일부를 왕족이 떼어 가져간 것이 문제될 만큼 상업이 성행한 지역이었다. 특히 은진 강경포는 19세기 큰 도시로 주목되었고, 강창(江倉)을 거쳐 서울로 운송되는 조세 수송에 있어서도 중요한 지역이었다. 18세기 은진 강경포를 거쳐 상납되는 충청도 각 읍의 전세곡(田稅穀)을 살피면, 공주 3,599석․정산 579석․석성 524석․연산 1,068석․이산 931석․은진 1,310석으로 도합 8,011석이었다. 이는 충청도 상납 전세곡 전체 28,938석의 27.7%에 달하는 것이었다.
논산은 수로를 이용하여 강경으로 나아갈 수 있었다. 은진현에는 세 군데에 장시가 있었는데, 은진관아(현재 은진초등학교) 앞, 논산포 부근, 김포면 은진세창 옆(강경포)였다. 때로는 강경포와 논산포가 경쟁을 보이기도 했는데, 예를 들면 1799년 대홍수로 논산항의 수심이 깊어지자 강경까지만 들어오던 상선(商船)들이 논산으로 모여들었다. 그러자, 강경의 상인들은 자신들이 원래부터 선박에 대해 주인권을 갖고 국가에 일정한 세를 바치고 있었다고 상권을 주장하였다. 이에 반해 논산의 상인은 배란 어느 곳이든지 드나들 수 있는 것이라고 반박하였다.

## 교통
은진은 육지 교통상으로도 전라도와 충청도를 잇는 중요한 길목이었다. 은진현에서 사방으로 난 도로를 통해 공주와 연산, 여산과 전주가 이어졌기 때문이다. 즉 포천로(布川路)는 삼남을 왕래하는 큰길이었으며, 신교로(新橋路)를 통해 여산 황하정에 이르렀고, 동지원로(東之院路)를 통해 전주 인천장(仁川場)과 연결되었다. 논산로(論山路)를 통해서는 이산과 석성으로 연결되어 공주로 이어졌다.
따라서 전쟁 때에는 전라도와 충청도를 연결하는 병참상 중요한 지역으로 정유재란(1597년;선조30) 당시 은진지역을 중심으로 왜군과 치열한 전투가 있었다.

## 관할지
은진 현감은 가야곡을 비롯한 14개면 56개 리를 관할했다. 여지도서에는 다음과 같이 은진현 관할의 14개 면과 그 인구를 기록하고 있다.
- 가야곡 1450명
- 갈마동  991명
- 두상면 1105명
- 두하면 820명
- 대조곡면  1392명
- 죽본면  991명
- 구자곡면  1287명
- 도곡면  1752명
- 채운면  1056명
- 김포면  2529명
- 화산면  1014명
- 성본면  1334명
- 화지산면  1851명
- 송산면  903명

이를 모두 합하면 17920명이다.
인구수로 보면 공주(公州) 세창(稅倉)과 은진 세창(稅倉)이 있고 강경포가 있는 김포면이 가장 많고, 그 다음이 내동, 관촉리, 취암리, 논산리, 화지리를 포함하고 연산세창이 있었던 화지산면이다.

## 1914년 이후
| 부령 제111호 |             |                                                            |
| 구 행정구역 | 신 행정구역 | 신 행정구역                                                |
| 은진군 김포면(金浦面) | 강경면      | 남정, 대정정, 대화정, 본정, 서정, 북정, 염정, 중정, 황금정 |
| 은진군 화지산면(花枝山面) 장대리 일부/반월리 일부/(성본면) 해창리 일부/(연산군 부인처면) 둔전평리 일부, 반월리 일부/장대리 일부/종포리 일부/취암리 일부/(성본면) 마연리 일부/(연산군 부인처면) 둔전평리 일부, 반월리 일부/장대리 일부/(노성군 광석면) 논산리 일부/(연산군 부인처면) 신연촌리/창리 일부, 죽암리/주천리 일부/관촉리 일부/(송산면) 와야리 일부/(연산군 적사곡면) 평리 일부, 종포리 일부/주천리 일부/(연산군 적사곡면) 주천리 일부/평리 일부/(부인처면) 둔전평리 일부, 주동리 일부/취암리 일부/반월리 일부/(성본면) 마연리 일부/(부인처면) 둔전평리 일부 | 논산면      | 본정, 욱정, 영정, 관촉리, 주천리(注川里), 취암리           |
| 은진군 성본면(城本面) 죽곡리/동산리/해창리 일부/강산리 일부/(화지산면) 취암리 일부/(송산면) 내동리 일부, 거음리/삼거리/의승리/등리 일부/남산리 일부, 등리 일부/남산리 일부/해창리 일부/(화산면) 광교리 일부/중리 일부/(석성군 정지면) 하리 일부/(석성군 삼산면) 소장리 일부, 등리 일부/마연리 일부/해창리 일부/(화지산면) 장대리 일부/(노성군 광석면) 논산리 일부/(석성군 정지면) 하리 일부/(석성군 삼산면) 오산리 일부 | 대조곡면    | 강산리, 남산리, 등리(登里), 해창리(海倉里)                 |
| 은진군 대조곡면(大鳥谷面) | 대조곡면    | 방축리, 용산리, 연서리                                     |
| 은진군 송산면(松山面) | 대조곡면    | 교촌리, 내동리, 와야리                                     |
| 은진군 도곡면(道谷面) 웅전리/신기리/초현리/토양리 일부/(여산군 피제면) 사천리 일부, 신촌리 일부/직촌리 일부/(화산면) 하리 일부/(채운면) 평촌리 일부/(김포면) 삼거리 일부/상강리 일부, 후동리/가동리/심암리/동교리/이화리 일부/음지리 일부/(피제면) 사천리 일부, 우기리/이화리 일부/토양리 일부/(대조곡면) 방축리 일부, 화정리/상동리 일부/음지리 일부/신촌리 일부 | 대조곡면    | 토양리                                                     |
| 은진군 도곡면(道谷面) 웅전리/신기리/초현리/토양리 일부/(여산군 피제면) 사천리 일부, 신촌리 일부/직촌리 일부/(화산면) 하리 일부/(채운면) 평촌리 일부/(김포면) 삼거리 일부/상강리 일부, 후동리/가동리/심암리/동교리/이화리 일부/음지리 일부/(피제면) 사천리 일부, 우기리/이화리 일부/토양리 일부/(대조곡면) 방축리 일부, 화정리/상동리 일부/음지리 일부/신촌리 일부 | 채운면      | 삼거리, 심암리, 우기리, 화정리                             |
| 은진군 화산면(花山面) 하리 일부/신촌리 일부/(김포면) 홍교리/신장리/상강리 일부/장곶리 일부/삼거리 일부/북촌리 일부/(석성군 삼산면) 대장리 일부/소장리 일부/(병촌면) 대중리 일부, 상리/순촌리/(대조곡면) 토현리 일부, 중리 일부/광교리 일부, 석현리/하리 일부/신촌리 일부/(도곡면) 직촌리 일부/(김포면) 상강리 일부 | 채운면      | 신촌리, 상리, 중리, 하리                                   |
| 은진군 채운면(彩雲面) 양촌리/신기리 일부/중내리 일부/성서리 일부/(김포면) 삼거리 일부/황산리 일부/상강리 일부, 제내리/신기리 일부/관산리 일부/평촌리 일부/중내리 일부/(여산군 북일면) 신흥리 일부 | 채운면      | 산양리, 제내리                                             |
| 은진군 구자곡면(九子谷面) 서촌리/무동리 일부/화석리 일부/(여산군 피제면) 신리 일부, 화석리 일부/마산리 일부/장등리 일부, 양지리 일부/소룡리 일부, 마산리 일부/양지리 일부, 죽평리/무동리 일부/장등리 일부/소룡리 일부/(여산군 합선면) 죽평리 | 구자곡면    | 금곡리, 마산리, 소룡리, 양지리, 죽평리                     |
| 은진군 죽본면(竹本面) 동산리/독각리/구방리 일부/용계리 일부/서제리 일부, 부수리/시묘리/용계리 일부/(가야곡면) 두월리 일부/(대조곡면) 백양리 일부/용와동 일부, 신방리/구방리 일부/서제리 일부 | 구자곡면    | 동산리, 시묘리, 죽본리                                     |
| 은진군 하두면(下豆面) 신암리/은평리/안기리/삼백리/입점리/육한리, 가동리 일부/야촌리 일부/두강리 일부/(상두면) 육곡리 일부/강청리 일부/(가야곡면) 두월리 일부, 왕암리/두강리 일부/가동리 일부/(상두면) 육곡리 일부 | 구자곡면    | 삼전리, 야촌리, 왕암리                                     |
| 은진군 상두면(上豆面) 비종리/두계리 일부/육곡리 일부/강청리 일부, 가정리/양촌리/노촌리/동구리 일부/(고산군 운북면) 구만리 일부, 육곡리 일부/(하두면) 야촌리 일부, 우두리/중산리/동구리 일부 | 가야곡면    | 강청리, 양촌리, 육곡리, 중산리                             |
| 은진군 갈마면(葛麻面) 서촌리/평촌리/목곡리 일부, 병암리/매오리/방현리 일부/신촌리 일부/(가야곡면) 조정리 일부/(연산군 적사곡면) 산노리/동상리 일부/(모촌면) 거사리 일부/신흥리 일부/신계리 일부/중복리, 금복리/산정리/세동리/원촌리/신촌리 일부/(가야곡면) 조정리 일부, 신촌리/하석리/고촌리/오령리 일부, 장사리/국동리/남촌리/함적리 | 가야곡면    | 목곡리, 병암리, 산노리, 석서리, 함적리                     |
| 은진군 가야곡면(可也谷面) 등리 일부/두월리 일부, 등리 일부/(상두면) 두계리 일부/(갈마면) 목곡리 일부, 성덕리 일부/(송산면) 와야리 일부/(연산군 적사곡면) 하성리 일부, 조정리 일부/(갈마면) 신촌리 일부, 소조리/종연리/조정리 일부 | 가야곡면    | 두월리, 등리, 성덕리, 조정리, 종연리                       |